# No Trespassing
No Trespassing er en amerikansk stumfilm fra 1922 af Edwin L. Hollywood.

## Medvirkende
- Irene Castle som Mabel Colton
- Howard Truesdale som James Colton
- Emily Fitzroy som Mrs. James Colton
- Ward Crane som Roscoe Paine
- Eleanor Barry som Mrs. Paine
- Blanche Frederici som Dorinda
- Charles Eldridge som Lute